# Fair catch
Fair catch, złapanie bezkontaktowe to pojęcie w futbolu amerykańskim określające sytuację, w której zawodnik drużyny przeciwnej sygnalizuje (przez zamachanie ręką) że rezygnuje z biegu z piłką. Do złapania bezkontaktowego może dojść po wykopie, wykopie z powietrza lub, w rzadkich wypadkach, po kopie na bramkę.
Jeśli zawodnik sygnalizujący fair catch złapie piłkę zanim uderzy ona o ziemię, gra zostaje natychmiast przerwana w miejscu jej chwycenia, a jego drużyna może rozpocząć pierwszą próbę (1st down) od:
- regularnego wznowienia gry poprzez snap, czyli podania piłki od środkowego do gracza znajdującego się za nim (quarterback, punter lub holder) bądź
- wykonania kopa na bramkę (fair catch kick) z miejsca, w którym została złapana piłka, w celu zdobycia 3 punktów.

Jeżeli zawodnik, który zasygnalizował fair catch, złapie piłkę, po tym, jak odbije się ona od ziemi, gra jest zatrzymana w miejscu chwycenia piłki, ale drużyna odbierająca traci prawo do wykonania strzału na bramkę (fair catch kick). Podobnie dzieje się w przypadku, gdy piłkę chwyci inny zawodnik drużyny odbierającej niż ten, który zasygnalizował fair catch.
Jeżeli piłka, po zasygnalizowaniu fair catcha, dotknie zawodnika drużyny wykonującej kop, jakikolwiek gracz drużyny odbierającej może ją złapać i starać się z nią awansować.
Zawodnika, który wykonał fair catch, nie wolno szarżować, gdyż grozi za to kara (dead ball foul). Nie wolno także przeszkadzać mu w dojściu do piłki oraz w jej chwyceniu.
Jeśli zawodnik, który wykonał fair catch, awansuje z piłką, będzie to uznane za opóźnianie gry, a jego drużyna zostanie ukarana utratą jardów.